# 2-甲基丁酰辅酶A
2-甲基丁酰辅酶A（英語：2-Methylbutyryl-CoA）是异亮氨酸的代谢中间产物。